# امین ریحانی
امین ریحانی (به انگلیسی: Ameen Rihani) (به عربی: أمين الريحاني) (زاده ۱۸۷۶ - درگذشته ۱۹۴۰) عمر خود را صرف ایجاد پل ارتباطی میان جهان شرق و غرب کرد. او در لبنان به دنیا آمد و در ۱۱ سالگی از لبنان به نیویورک مهاجرت کرد. زبان انگلیسی را فرا گرفت و سپس کار تجارت خانوادگی را دنبال کرد. او در این دوره به خواندن آثار والت ویتمن، رالف والدو امرسون، و توماس کارلایل پرداخت. ریحانی وارد مدرسهٔ حقوق نیویورک شد اما به دلیل عفونت ریوی موفق به ادامهٔ تحصیلاتش نشد و برای معالجه به لبنان بازگشت. او قبل از انتشار کتاب خالد یک هنرپیشهٔ دوره‌گرد و دانشجوی حقوق بود.
ریحانی در سال ۱۸۹۹ و به عنوان شاعری شناخته شده در زبان‌های عربی و انگلیسی به نیویورک بازگشت. (او شعر سپید- ابیات بدون قافیه با وزن پنج ضربی و دو هجایی- را وارد ادبیات عرب کرد) او در سال ۱۹۰۱ به تابعیت آمریکا درآمد، اما همهٔ عمر در سفر میان آمریکا و خاور میانه بود. وی در لبنان مجموعه مقالاتی به زبان عربی، و نیز رمانی به نام کتاب خالد نوشت که اولین رمان به زبان انگلیسی نوشتهٔ نویسندای عرب زبان است.

مری جین دیب، رئیس بخش آفریقایی و خاورمیانهٔ کتابخانهٔ کنگره، که همایشی دربارهٔ رمان "کتاب خالد" و بزرگداشت صدمین سالگرد انتشار آن برگزار کرده بود، اظهار داشت، 
"در این برهه از زمان که همه چیز در خاورمیانه دستخوش تغییرات سریع است و جوانان در بسیاری از کشورهای منطقه طرفدار این نظریه هستند که عملاً شرق و غربی وجود ندارد و ما همگی جزیی از جامعهٔ جهانی هستیم، و افراط گرایی پاسخ مناسب نیست… با ارزش‌های امین ریحانی روبرو می‌شویم که در آثارش بیان شده‌اند."
 چاپ تازه‌ای از کتاب خالد به زودی از سوی انتشارات دانشگاه سیراکوز منتشر می‌شود.

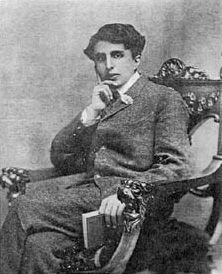

بعد از گذشت سه دهه از چاپ نخست کتاب خالد، ریحانی هنوز هم نقش عمده‌ای به عنوان سفیر غیررسمی منافع آمریکا دارد. او سفرهای مکرری از آمریکا به خاورمیانه انجام داد و دوستی پایداری با خاندان ابن سعود، مؤسس عربستان سعودی. پایه‌ریزی کرد و یک سلسله کتب سفرنامه در بارهٔ شبه جزیرهٔ عربستان به رشتهٔ تحریر درآورد.

برادر زادهٔ او، رمزی ریحانی می‌گوید:
او همهٔ عمر خود را وقف ایجاد پلی ارتباطی میان شرق و غرب نمود، و به همان اندازه که آمریکایی بود و نیویورک را خانهٔ خودش می‌دانست، لبنان هم خانهٔ او محسوب می‌شد؛ و همین‌طور عربستان سعودی. او مسیحی متولد شده بود، اما اگر دربارهٔ مذهبش از او سؤال می‌شد، پاسخ می‌داد من عرب آمریکایی هستم.

## بخشی از آثار
- قلب لبنان
- ملوک عرب
- قلب عراق
- خالد (رمان)